# دزوکسی کورتیکوسترون
دزوکسی کورتیکوسترون (به انگلیسی: Desoxycorticosterone)
رده درمانی: داروهای مینرالوکورتیکوئید
اشکال دارویی: آمپول

## موارد مصرف
دزوکسی کورتیکوسترون از داروهایی است که در درمان نارسایی غده فوق کلیه استفاده می‌شود.

## مکانیسم اثر
دزوکسی کورتیکوسترون یک داروی مینرالوکورتیکوئید است و در متابولیسم آب و الکترولیت‌ها دخالت دارد (احتباس آب و سدیم) ولی بر خلاف گلوکوکورتیکوئیدها در سوخت و ساز کربوهیدرات‌ها دخالتی ندارد.
این دارو با عبوراز غشاء سلولی با گیرنده‌های اختصاصی‌کمپلکس تشکیل داده و با تحریک‌رونویسی mRNA باعث ساخت پروتئین‌هایی می‌شوند که مسئول بروزاثرات فیزیولوژیک آنها است.

## عوارض جانبی
سرگیجه، سردرد، افزایش فشار خون، تورم اندامها .

## نگارخانه